# Pansa Chaisanit
Pansa Chaisanit (thailändisch พันซ่า ไชยสนิท) ist eine thailändische Fußballschiedsrichterin.
Seit 2017 steht sie auf der Liste der FIFA-Schiedsrichter und leitet internationale Fußballspiele.
Beim Fußballturnier der Asienspiele 2018 in Indonesien leitete Chaisanit zwei Gruppenspiele.
Bei der Asienmeisterschaft 2022 in Indien leitete Chaisanit ein Gruppenspiel sowie das Halbfinale zwischen Südkorea und den Philippinen (2:0).
Zudem wurde sie als Schiedsrichterin für die U-17-Weltmeisterschaft 2022 in Indien nominiert.